# El Castellot (Ponts)
El Castellot de Sant Joan o castell de Torreblanca (o de la costa de Sant Joan), és una fortificació del municipi de Ponts (Noguera) declarada bé cultural d'interès nacional.
És situada sobre la riba dreta del Segre, damunt de la confluència d'aquest riu amb el torrent de Torreblanca, entre Ponts i Artesa de Segre. Prop seu passava l'antic camí que anava de Gualter a la Conca Dellà, al Pallars Jussà.
A la mateixa carena, uns 30 metres per sota del Castellot, es troben les restes de l'església romànica de Sant Joan Baptista de Torreblanca.

## Història
Diversos documents, el més antic dels quals és de principi del segle xi, permeten afirmar que aquesta fortalesa s'anomenava castell de Castelló. S'esmenta en una donació de vers l'any 1019 que feren el comte Ermengol II d'Urgell, la comtessa Ermessenda de Carcassona i el seu fill el comte Berenguer Ramon I a Sant Miquel de Montmagastre. S'hi descriuen les afrontacions del castell de Montmagastre que limitava a llevant amb el riu de «Castellione», que ha de correspondre a l'actual torrent de Torreblanca. El 1075, Guitard Isarn de Caboet feu donació a la seva esposa Gebel·lina d'un alou situat al terme de Rialb Jussà, alou que afrontava a migdia amb el grau de Castelló. És probable que aquesta fortalesa sigui el castell de Castelló que apareix en mans dels Caboet durant el segle xii. En una convinença entre Guitard Isarn de Caboet i Arnau Ramon del 1102, s'establí que aquest tingués els castells de Rialb i Castelló amb la dominicatura de Polig. El 1109, Guillem Guitard de Caboet llegà el castell de Castelló al seu germà Mir. El 1156, Ramon II de Caboet donà els castells de Rialb i Castelló al seu germà Arnau perquè els tingués pel comte d'Urgell, tal com ell l'havia tingut. Al segle xiii, en una descripció del terme de Gualter, s'especifica que va des del Segre fins a Montmagastre i des del terme de Castelló fins al de Rialb.
No se sap res més fins a principis del segle xv, en que el terme era a mans de la corona. El 1420 Alfons el Magnànim va vendre tota jurisdicció i drets sobre el castell de Castelló i el lloc de Torreblanca a Ramon de Casaldàliga, senyor de la vila i castell de Ponts, del castell i lloc de Torreblanca, de la Torre del Cargol, de Valldans, del lloc i castell d'Oliola i de la baronia de Rialb, segons declara en el seu testament de l'any 1427.

## Arquitectura
La fortificació aprofita l'extrem d'un serrat, que té tota la seva banda meridional encinglerada. Un mur longitudinal barra el pas d'est a oest, cloent un espai de 20 m d'amplada i de poc més de 30 m de longitud. La muralla té un gruix de 110 cm i es conserva en una alçada d'uns 4 m. A cadascun dels extrems hi ha sengles torres massisses de planta quadrangular, que tanquen el pas en els llocs més vulnerables. Aquestes torres sobresurten uns 2 m i tenen una amplada de 3,6 o 3,9 m. A la banda oest, on l'espadat és menys alt, sembla que continuava una paret, la qual es pot seguir almenys al llarg de 8 m. Al mig del mur longitudinal hi havia un entrant a una certa alçada en relació al terra. Actualment, però, aquest sector central és el més malmès.

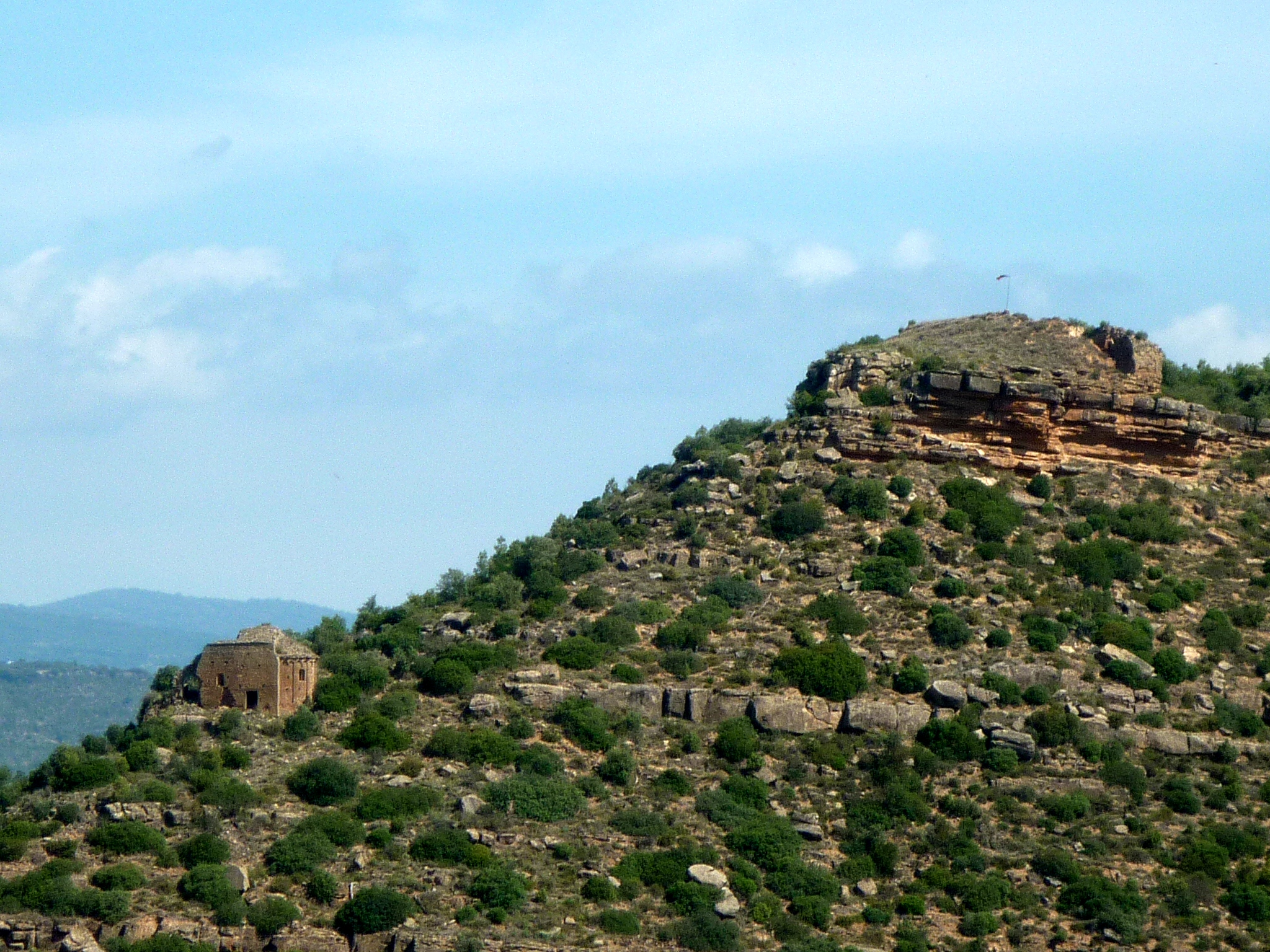
La capella de Sant Joan i el Castellot (2014)

Tota aquesta fortificació és feta amb carreus de gres molt ben escairats. Al sector oest, a la cara exterior, aquests carreus, d'unes mides de 45 cm X 70 cm, formen 11 filades. Són units amb un morter de guix. Els carreus dels fonaments sobresurten una mica amb relació a la resta de l'edifici i formen una mica de relleix. A la banda interior de la torre est, arran del cingle, hi ha restes de construcció de tàpia.
L'estat de conservació de les restes és bastant bo, malgrat haver sofert danys a la part central i al mur lateral occidental. A la resta del perímetre tancat no hi ha vestigis de més parets; de fet, no calen a causa de les característiques del relleu. Potser hi hagué algun tipus de mur fet de tàpia. Durant la guerra civil (1936-1939) s'hi construïren trinxeres que no sembla que destruïssin gaire les antigues restes.
Per les característiques de la construcció, difícilment pot ser feta després de l'any 1000. Es pot considerar construïda en època musulmana i es pot comparar amb altres fortificacions andalusines, com la muralla del castell Formós de Balaguer feta el 897.